# Marina Vasilevskaja
Marina Vitaleuna Vasilevskaja (Wit-Russisch: Марына Віталеўна Васілеўская), (Minsk, 14 september 1990) is een Wit-Russisch ruimtevaarder. In 2024 werd ze de eerste Wit-Russische vrouw in de ruimte. Daarvoor was zij stewardess bij luchtvaartmaatschappij Belavia.
In december 2022 werd ze samen met 5 andere kandidaten geselecteerd voor een kort verblijf aan boord van het Internationaal ruimtestation ISS. In totaal waren er 3000 aanmeldingen in het kader van het Belarusian Woman in Space project georganiseerd door de Nationale Academie van Wetenschappen van Wit-Rusland. Nadat de Belarus Space Agency haar koos als astronaut begon ze op 24 juli 2023 haar training bij het Kosmonautentrainingscentrum Joeri Gagarin in Star City.
Haar eerste en enige ruimtevlucht Sojoez MS-25 lanceerde op 23 maart 2024. Zij vormde samen met Tracy Caldwell Dyson het eerste vrouwelijke duo dat aan boord van een Russisch ruimtevaartuig werd gelanceerd.  Op 6 april 2024 kwam ze terug naar de Aarde met vlucht Sojoez MS-24. In totaal bleef zij 13 dagen en 18 uur aan boord van het ruimtestation ISS.
Vasilevskaja ontving in 2024 de eretitel Held van Wit-Rusland.